# Lada Terra
Lada Terra est une élévation topographique située sur la planète Vénus par 62,5° S et 20° E, près du pôle sud.

## Géographie et géologie
Large de plus de 8 600 km, Lada Terra apparaît comme une zone d'expansion crustale, soulignée par la concentration de coronae. Elle culmine sur le bord sud-est de Quetzalpetlatl Corona à près de 4 000 m au-dessus du rayon moyen de la planète, les autres régions étant bien moins élevées, ne dépassant généralement pas 1 500 m d'altitude. Elle est située au sud d'Astkhik Planum et de Fonueha Planitia, au nord d'Aibarchin Planitia et à l'ouest de Mugazo Planitia.
Cette formation serait globalement assez récente, l'impact en surface du point chaud sous-jacent ne s'étant matérialisé que tardivement par rapport aux terrains environnants.